# Джерело «Черешенька»
Джерело́ «Чере́шенька» — гідрологічна пам'ятка природи місцевого значення в Україні. Розташована в межах  Вижницької міської громади Вижницького району Чернівецької області, біля східної околиці села Черешенька.
Площа 0,3 га. Статус присвоєно згідно з рішенням облвиконкому від 30.05.1979 року. Перебуває у віданні: Черешеньська сільська рада.
Статус присвоєно для збереження джерела мінеральної води (хлоридно-натрієва; мінералізація 272 г/л. Дебіт 50000 л/добу).